# Seppo Ruohonen
Seppo Juhani Ruohonen, född den 25 april 1946 i Åbo, död den 1 mars 2020, var en finländsk operasångare (tenor). 
Efter att ha inlett sina studier i Åbo för bland andra Lea Piltti debuterade Ruohonen som Don José i Carmen i Åbo 1969 och fortsatte därpå vid musikhögskolan i Wien. Han var anställd vid Finlands nationalopera 1973–1978 och vid operan i Frankfurt am Main 1978–1994. Dessutom uppträdde han vid andra scener i England, Frankrike, Ryssland och USA samt vid Nyslotts operafestival. Han var rektor för Egentliga Finlands musikinstitut 1988–1995 och professor i operautbildning vid Sibelius-Akademin 1999–2004. Hans repertoar omfattar centrala italienska roller, såsom Don Carlos, Manrico i Trubaduren, Radamès i Aida och Canio i Pajazzo, Wagnerroller såsom Tannhäuser och Mozartroller såsom Don Ottavio i Don Giovanni. Han tilldelades Pro Finlandia-medaljen 2011.